# Limont-Fontaine
Limont-Fontaine és un municipi francès, situat a la regió dels Alts de França, al departament del Nord. L'any 2006 tenia 563 habitants. Està situat entre Maubeuge i Avesnes-sur-Helpe, entre la vall del Sambre i l'Avesnois (al territori del Parc natural regional de l'Avesnois).

## Demografia
| 1962                                       | 1968 | 1975 | 1982 | 1990 | 1999 |
| ------------------------------------------ | ---- | ---- | ---- | ---- | ---- |
| 611                                        | 618  | 599  | 636  | 654  | 599  |
| Des de 1962: població sense dobles comptes |      |      |      |      |      |

## Administració
| Període   | Identitat               | Partit |
| --------- | ----------------------- | ------ |
| 1947-1959 | Raymond Dequesne        |        |
| 1959-1995 | Paul Marquant           |        |
| 1995-2001 | Jean François Ducanchez |        |
| 2001-     | Jacques Bolle           |        |